# Диана (фрегат, 1833)
Диа́на — парусный фрегат Российского Императорского флота, тип «Спешный». Относился к рангу 44-пушечных фрегатов, но на деле имел 56 орудий. Заложен 3 декабря 1832 года в С.-Петербургском Главном адмиралтействе. Строитель К. А. Глазырин. Спущен на воду 24 августа 1833 года, вошел в состав Балтийского флота.

## Основные характеристики
- Водоизмещение = около 1950 тонн[1];
- Длина по верхней палубе = 48,6 м[1];
- Ширина по мидель-шпангоуту = 12,7 м[1];
- Осадка = 3,9 м[1];
- Арт. вооружение = 56 ор[1]. (24-фн — по штату[2]);
- Экипаж = 340/430 человек[1][3].

## Служба
- В 1834—1837, 1839—1841, 1843—1847 и 1849 в составе эскадр находился в практических плаваниях в Финском заливе и Балтийском море.
- 3 июля 1836 года на Кронштадтском рейде участвовал в торжественной встрече Балтийским флотом ботика Петра I.
- В 1843 перевозил войска из Кронштадта в Ригу.
- В 1850 году переоборудован в магазин.
- В 1854 году разобран[1][3].

## Командиры
- князь И. П. Кекуатов (1833);
- Н. М. Кропотов (1834—1835);
- П. А. Наумов (1836—1839);
- А. С. Бровцын (1840—1845);
- Д. Д. Шишмарев (1846—1847);
- А. С. Есаулов (1849)[1][3].